# Hemigrammus levis
Hemigrammus levis és una espècie de peix de la família dels caràcids i de l'ordre dels caraciformes.

## Morfologia
- Els mascles poden assolir 4,8 cm de llargària total.[4]

## Hàbitat
Viu a àrees de clima tropical entre 24 °C i 28 °C de temperatura.

## Distribució geogràfica
Es troba a Sud-amèrica: conca del riu Amazones.